# Niptera umbonata
Niptera umbonata är en svampart som först beskrevs av Christiaan Hendrik Persoon, och fick sitt nu gällande namn av Karl Wilhelm Gottlieb Leopold Fuckel 1870. Niptera umbonata ingår i släktet Niptera, ordningen disksvampar, klassen Leotiomycetes, divisionen sporsäcksvampar och riket svampar.   Inga underarter finns listade i Catalogue of Life.